# 後期高齢者医療広域連合
後期高齢者医療広域連合（こうきこうれいしゃいりょうこういきれんごう）とは、高齢者の医療の確保に関する法律48条に基づき、後期高齢者医療制度を円滑に進めるために加入者（市町村および特別区）が共同で設立した保険者。広域連合として都道府県に1団体ずつ、計47団体が設立されている。政令指定都市も構成市町村として加入している。
被保険者は、区域内に住所を有する七十五歳以上の者、区域内に住所を有する六十五歳以上七十五歳未満の者であって、厚生労働省令で定めるところにより、政令で定める程度の障害の状態にある旨の当該後期高齢者医療広域連合の認定を受けたもの。
なお、後期高齢者医療制度においての資格取得日は、高齢者の医療の確保に関する法律52条に基づき「75歳に達したとき」または「65歳以上75歳未満の者が、厚生労働省令で定めるところにより、政令で定める程度の障害の状態にある旨の当該後期高齢者医療広域連合の認定を受けたもの」と規定されていることから、厚生労働省は年齢計算ニ関スル法律を適用しておらず、各広域連合も誕生日の前日は含まない運用をしている。

## 根拠法
高齢者の医療の確保に関する法律 第48条
市町村は、後期高齢者医療の事務（保険料の徴収の事務及び被保険者の便益の増進に寄与するものとして政令で定める事務を除く。）を処理するため、都道府県の区域ごとに当該区域内のすべての市町村が加入する広域連合（以下「後期高齢者医療広域連合」という。）を設けるものとする。

## 組織
各都道府県に後期高齢者医療広域連合が設置されている。
| 広域連合番号 | 都道府県名                     | 後期高齢者医療広域連合所在地                                       |
| ------------ | ------------------------------ | ------------------------------------------------------------------ |
| 39010004     | 北海道後期高齢者医療広域連合   | 北海道札幌市中央区南2条西14丁目                                    |
| 39020003     | 青森県後期高齢者医療広域連合   | 青森県青森市新町２丁目４－１青森県共同ビル内                       |
| 39030002     | 岩手県後期高齢者医療広域連合   | 岩手県盛岡市山王町４－１                                           |
| 39040001     | 宮城県後期高齢者医療広域連合   | 宮城県仙台市青葉区上杉１丁目２番３号                               |
| 39050000     | 秋田県後期高齢者医療広域連合   | 秋田県秋田市山王４丁目２－３秋田県市町村会館内                     |
| 39060009     | 山形県後期高齢者医療広域連合   | 山形県寒河江市大字寒河江字久保６（山形県国保会館内）               |
| 39070008     | 福島県後期高齢者医療広域連合   | 福島県福島市中町８－２福島県自治会館内                             |
| 39080007     | 茨城県後期高齢者医療広域連合   | 茨城県水戸市赤塚１丁目１番地ミオスビル１階                         |
| 39090006     | 栃木県後期高齢者医療広域連合   | 栃木県宇都宮市本町３番９号栃木県本町合同ビル２階                   |
| 39100003     | 群馬県後期高齢者医療広域連合   | 群馬県前橋市大渡町１丁目１０番地７（群馬県公社総合ビル６階）       |
| 39110002     | 埼玉県後期高齢者医療広域連合   | 埼玉県さいたま市浦和区北浦和５丁目６－５埼玉県浦和合同庁舎４階     |
| 39120001     | 千葉県後期高齢者医療広域連合   | 千葉県千葉市稲毛区天台６丁目４－３                                 |
| 39130000     | 東京都後期高齢者医療広域連合   | 東京都千代田区飯田橋３丁目５－１（東京区政会館内）                 |
| 39140009     | 神奈川県後期高齢者医療広域連合 | 神奈川県横浜市神奈川区栄町８－１ヨコハマポートサイドビル９階       |
| 39150008     | 新潟県後期高齢者医療広域連合   | 新潟県新潟市中央区新光町４番地１                                   |
| 39160007     | 富山県後期高齢者医療広域連合   | 富山県富山市婦中町速星７５４番地富山市婦中総合行政センター内       |
| 39170006     | 石川県後期高齢者医療広域連合   | 石川県金沢市幸町１２番１号石川県幸町庁舎５階                       |
| 39180005     | 福井県後期高齢者医療広域連合   | 福井県福井市西開発４丁目２０２番１                                 |
| 39190004     | 山梨県後期高齢者医療広域連合   | 山梨県甲府市蓬沢１丁目１５番３５号山梨県自治会館                   |
| 39200001     | 長野県後期高齢者医療広域連合   | 長野県長野市大字中御所７９－５                                     |
| 39210000     | 岐阜県後期高齢者医療広域連合   | 岐阜県岐阜市柳津町宮東１丁目１                                     |
| 39220009     | 静岡県後期高齢者医療広域連合   | 静岡県静岡市葵区黒金町５９番地の７ニッセイ静岡駅前ビル３階         |
| 39230008     | 愛知県後期高齢者医療広域連合   | 愛知県名古屋市東区泉１丁目６－５                                   |
| 39240007     | 三重県後期高齢者医療広域連合   | 三重県津市桜橋２丁目９６番地（三重県自治会館内）                   |
| 39250006     | 滋賀県後期高齢者医療広域連合   | 滋賀県大津市京町４丁目３－２８                                     |
| 39260005     | 京都府後期高齢者医療広域連合   | 京都府京都市下京区烏丸通四条下る水銀屋町６２０                     |
| 39270004     | 大阪府後期高齢者医療広域連合   | 大阪府大阪市中央区常盤町１丁目３番８号                             |
| 39280003     | 兵庫県後期高齢者医療広域連合   | 兵庫県神戸市中央区三宮町１丁目９－１－１２０１                     |
| 39290002     | 奈良県後期高齢者医療広域連合   | 奈良県橿原市大久保町３０２－１                                     |
| 39300009     | 和歌山県後期高齢者医療広域連合 | 和歌山県和歌山市吹上２丁目１－２２                                 |
| 39310008     | 鳥取県後期高齢者医療広域連合   | 鳥取県東伯郡湯梨浜町大字龍島５００番地（湯梨浜町役場東郷庁舎２階） |
| 39320007     | 島根県後期高齢者医療広域連合   | 島根県松江市殿町８－３                                             |
| 39330006     | 岡山県後期高齢者医療広域連合   | 岡山県岡山市北区今２丁目２－１                                     |
| 39340005     | 広島県後期高齢者医療広域連合   | 広島県広島市中区東白島町１９－４９                                 |
| 39350004     | 山口県後期高齢者医療広域連合   | 山口県山口市大手町９番１１号山口県自治会館内                       |
| 39360003     | 徳島県後期高齢者医療広域連合   | 徳島県徳島市川内町平石若松７８－１                                 |
| 39370002     | 香川県後期高齢者医療広域連合   | 香川県高松市福岡町２丁目３－２香川県自治会館内                     |
| 39380001     | 愛媛県後期高齢者医療広域連合   | 愛媛県松山市北条辻６松山市役所北条支所内                           |
| 39390000     | 高知県後期高齢者医療広域連合   | 高知県高知市丸ノ内２丁目４－１                                     |
| 39400007     | 福岡県後期高齢者医療広域連合   | 福岡県福岡市博多区千代４丁目１－２７                               |
| 39410006     | 佐賀県後期高齢者医療広域連合   | 佐賀県佐賀市大和町大字尼寺１８７０                                 |
| 39420005     | 長崎県後期高齢者医療広域連合   | 長崎県長崎市栄町４番９号長崎県市町村会館内                         |
| 39430004     | 熊本県後期高齢者医療広域連合   | 熊本県熊本市東区健軍２丁目４－１０                                 |
| 39440003     | 大分県後期高齢者医療広域連合   | 大分県大分市東春日町１７－２０大分第２ソフィアプラザビル６Ｆ       |
| 39450002     | 宮崎県後期高齢者医療広域連合   | 宮崎県宮崎市橘通東１丁目７番４号（第１宮銀ビル内）                 |
| 39460001     | 鹿児島県後期高齢者医療広域連合 | 鹿児島県鹿児島市鴨池新町７－４                                     |
| 39470000     | 沖縄県後期高齢者医療広域連合   | 沖縄県うるま市石川石崎１丁目１番                                   |